# Zentrygon frenata
Zentrygon frenata е вид птица от семейство Гълъбови (Columbidae).

## Разпространение
Видът е разпространен в Аржентина, Боливия, Еквадор, Колумбия и Перу.